# Мануель Де Лука
Мануель Де Лука (італ. Manuel De Luca, нар. 17 липня 1998, Больцано) — італійський футболіст, нападник «Сампдорії».

## Клубна кар'єра
Народився 17 липня 1998 року в місті Больцано. Вихованець юнацьких команд футбольних клубів «Зюйдтіроль», «Інтернаціонале» та «Торіно».
Провівши одну гру за «Торіно» на Кубок Італії, на початку 2018 року був відданий в оренду до третьолігового «Ренате», а за півроку — до «Алессандрії», також представника Серії C, в якому провів один сезон, регулярно відзначаючись забитими голами.
Пізніше також на умовах оренди відіграв сезон у другому сезоні за «Віртус Ентелла», після чого на тому ж рівні грав за «К'єво» і «Перуджу». За останню команду грав на правах оренди із вищолігової «Сампдорії», до складу якої приєднався перед початком сезону 2022/23 і дебютував в іграх на рівні найвищого італійського дивізіону.

## Виступи за збірну
2013 року провів одну гру в складі юнацької збірної Італії (U-16).

## Статистика виступів

### Статистика клубних виступів
Станом на 13 серпня 2022
| Сезон             | Команда           | Чемпіонат         | Чемпіонат | Чемпіонат | Національний кубок | Національний кубок | Національний кубок | Континентальні кубки | Континентальні кубки | Континентальні кубки | Інші змагання | Інші змагання | Інші змагання | Усього | Усього |
| Сезон             | Команда           | Ліга              | Ігор      | Голів     | Ліга               | Ігор               | Голів              | Ліга                 | Ігор                 | Голів                | Ліга          | Ігор          | Голів         | Ігор   | Голів  |
| ----------------- | ----------------- | ----------------- | --------- | --------- | ------------------ | ------------------ | ------------------ | -------------------- | -------------------- | -------------------- | ------------- | ------------- | ------------- | ------ | ------ |
| 2017-січ. 2018    | «Торіно»          | A                 | 0         | 0         | КІ                 | 1                  | 0                  |                      | -                    | -                    |               | -             | -             | 1      | 0      |
| січ.-черв. 2018   | «Ренате»          | C                 | 13+1      | 3         | КІ+КІ-C            | 1                  | 0                  |                      | -                    | -                    |               | -             | -             | 15     | 3      |
| 2018–19           | «Алессандрія»     | C                 | 34+1      | 10+1      | КІ+КІ-C            | 1+2                | 0+1                |                      | -                    | -                    |               | -             | -             | 38     | 12     |
| 2019–20           | «Віртус Ентелла»  | B                 | 19        | 3         | КІ                 | 0                  | 0                  |                      | -                    | -                    |               | -             | -             | 19     | 3      |
| 2020–21           | «К'єво»           | B                 | 32        | 6         | КІ                 | 1                  | 1                  |                      | -                    | -                    |               | -             | -             | 33     | 7      |
| 2021–22           | «Перуджа»         | B                 | 33+1      | 10        | КІ                 | -                  | -                  |                      | -                    | -                    |               | -             | -             | 34     | 10     |
| 2022–23           | «Сампдорія»       | A                 | 1         | 0         | КІ                 | 1                  | 0                  | -                    | -                    | -                    | -             | -             | -             | 2      | 0      |
| Усього за кар'єру | Усього за кар'єру | Усього за кар'єру | 132+3     | 33        |                    | 7                  | 2                  |                      | -                    | -                    |               | -             | -             | 142    | 35     |